# Homatropina
Homatropina – organiczny związek chemiczny, ester alkoholu tropanowego i kwasu migdałowego. Półsyntetyczna pochodna atropiny o podobnym, lecz nieco słabszym i znacznie krótszym działaniu. Stosowana w postaci bromowodorku w okulistyce (krople, rzadziej maści do oczu) w stężeniach do 2%. Niekiedy doustnie (obecnie bardzo rzadko) jako lek spazmolityczny. Przy przedawkowaniu wywołuje cięższe objawy zatrucia niż atropina
Preparaty:
- Homatropinum hydrobromicum – surowiec farmaceutyczny do receptury aptecznej / Pharma Cosmetic, gr. Fagron